# Teacher Teacher
「Teacher Teacher」（ティーチャー・ティーチャー）は、日本の女性アイドルグループ・AKB48の楽曲。作詞は秋元康、作曲は陽向佑斗と早川博隆、Belexが担当した。2018年5月30日にAKB48のメジャー52作目のシングルとしてキングレコードから発売された。楽曲のセンターポジションは小栗有以が務めた。

## 背景とリリース
前作『ジャーバージャ』から約2か月半ぶりのリリースで、2018年のシングル第2弾。DVD付属のType A・B・C・Dそれぞれの通常盤と初回限定盤、CDのみの劇場盤の9形態で発売された。CDには『AKB48 53rdシングル 世界選抜総選挙』の投票シリアルナンバーが封入された。
選抜メンバーおよびフォーメーションは2018年3月19日にSHOWROOM配信において発表された。選抜メンバーの人数は前作より1人多い28人。センターポジションを務めるのは小栗有以で、AKB48のシングル表題曲においてチーム8メンバーが起用されたのは初めてである。福岡聖菜、矢吹奈子（HKT48）、山内瑞葵の3人が初選抜。選抜復帰のメンバーは3人で、山本彩加（NMB48）と吉田朱里（NMB48）の2人が『11月のアンクレット』以来、半年（2作）ぶり、久保怜音が『願いごとの持ち腐れ』以来、1年（4作）ぶりの選抜入りとなった。前作のメンバーのうち、入山杏奈、太田夢莉（NMB48）、倉野尾成美、田中美久（HKT48）、馬嘉伶の5人が選抜から外れた。
また、小畑優奈（SKE48）、加藤玲奈、小嶋真子、山本彩加（NMB48）、山本彩（NMB48）の5人にとっては、この作品が最後のAKB48のシングル選抜入り表題曲となった。
歌詞のコンセプトは「先生を誘惑する女子生徒」で、振り付けではK-POP風の要素も取り入れ、セクシーかつキュートなダンスとなっている。振り付けの担当はSHINHWAやPSYを手掛けたパク・ジュニである。
2018年4月1日にさいたまスーパーアリーナで行われたコンサート『AKB48単独コンサート〜ジャーバージャって何?〜』において初披露された。また、テレビでは同年4月7日放送の『CDTV祝25周年SP』（TBS系）で初披露された。
5月2日にカップリング曲のタイトル、アートワーク、ミュージックビデオ（MV）が公開され、全形態共通の3月10日に行われた『AKB48グループ センター試験』上位16人の選抜メンバーによる「君は僕の風」のほか、Type AにはチームAの「ロマンティック準備中」、Type BにはチームKの「終電の夜」、Type CにはチームBの「新しいチャイム」、Type Dにはチーム4の「猫アレルギー」が、それぞれAKB48の新チーム体制によるカップリング曲として収録されている。
7月10日には日本レコード協会より、史上3作目、AKB48としては初の3ミリオンに認定された。

## 批評

### Teacher Teacher
コラムニストの網尾歩は「Teacher Teacher」を、教師に憧れを抱き、戸惑う教師を自分から誘って「teacher teacher」と繰り返し歌う曲であるとし、歌詞に対する論評をWedge ONLINEに寄稿した。思春期の子どもが、教えを乞う年長の相手に憧れや好意を抱くことはあるとしながらも、同曲では子どもの側から「愛について教えてあげるわ」「常識は忘れて頂戴」と「よそよそしい」「逃げ腰」な態度を取る「teacher」に対して積極的にアピールしている点を問題視した。現代社会において、教師から生徒へのわいせつ犯罪が頻発しているが、加害者の中には「認知の歪み」を持っていると言われ、そのような事実はないにもかかわらず「相手から誘われたから襲ってやった」と被害者の行動を自分に都合よく解釈してしまうことがあるという。また、上司や教師という立場は慕われているという錯覚を特に起こしやすいことに触れ、そのような錯覚を助長しかねない構図を描き出すことで、得をするのは誰だろうと懸念を示し、作詞した秋元康が、おニャン子クラブの「およしになってねTEACHER」のような楽曲を制作していた時代から、大人との恋愛関係を望む子どもの歌を繰り返し作ってきた意図を、日本ではこれがウケると知っているからなのだろう、と推測した。

## アートワーク

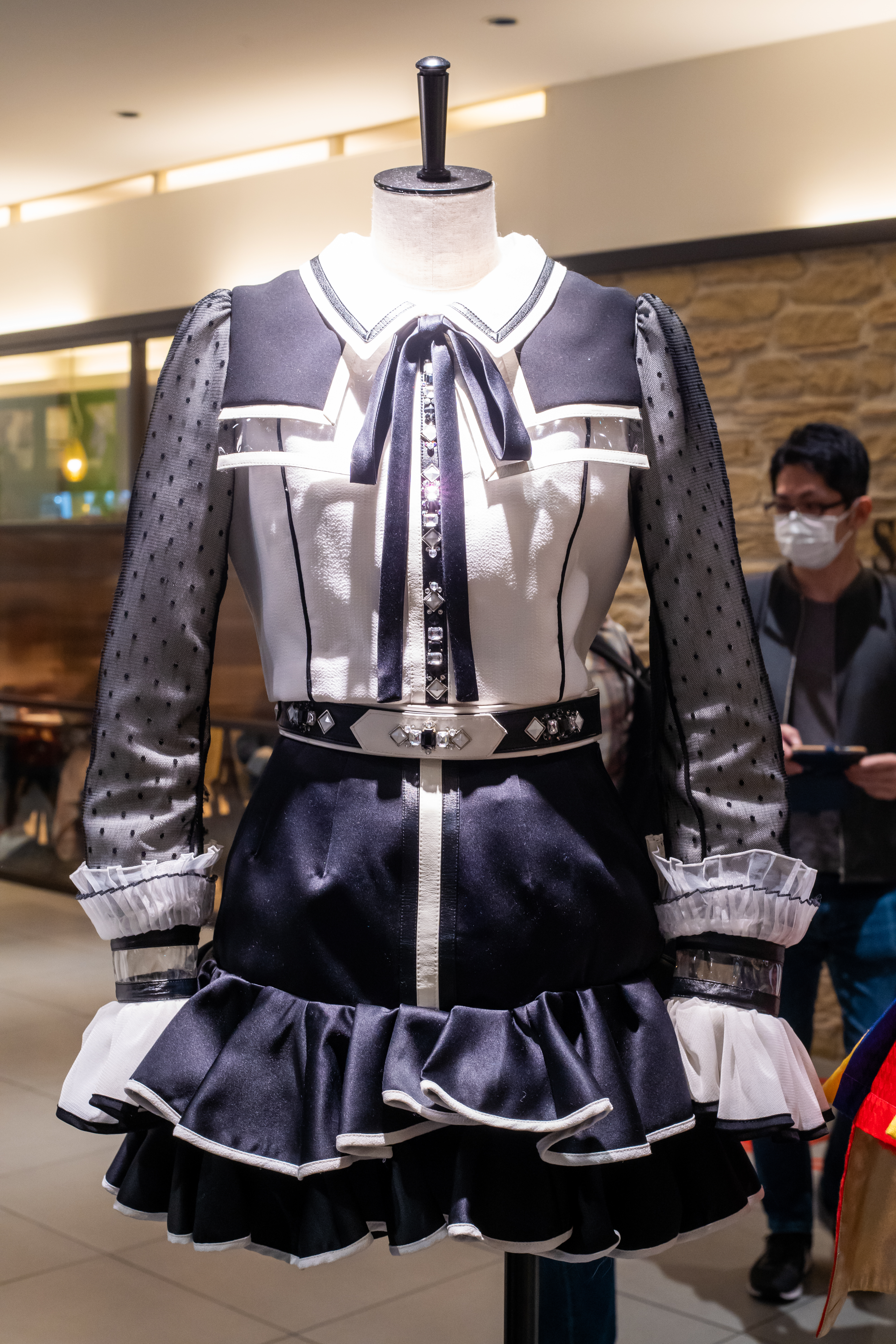
「Teacher Teacher」歌唱時に小栗有以が着用した衣装
（2022年10月8日・大丸東京店で行われたAKB48秋祭りにて）

| Type A（初回限定盤） | 小栗有以、柏木由紀、指原莉乃、松井珠理奈、宮脇咲良、山本彩、横山由依     |
| Type B（初回限定盤） | 岡田奈々、荻野由佳、小嶋真子、白間美瑠、須田亜香里、高橋朱里、向井地美音 |
| Type C（初回限定盤） | 岡部麟、加藤玲奈、込山榛香、瀧野由美子、中井りか、村山彩希、吉田朱里     |
| Type D（初回限定盤） | 小畑優奈、久保怜音、福岡聖菜、松岡はな、矢吹奈子、山内瑞葵、山本彩加     |
| Type A（通常盤）     | 岡田奈々、小栗有以、山本彩                                               |
| Type B（通常盤）     | 荻野由佳、小嶋真子、松井珠理奈                                           |
| Type C（通常盤）     | 柏木由紀、白間美瑠、宮脇咲良、向井地美音                                 |
| Type D（通常盤）     | 指原莉乃、須田亜香里、高橋朱里、横山由依                                 |
| 劇場盤               | 小栗有以                                                                 |

## メディアでの使用
Teacher Teacher
アイア『AKB48 アルカナの秘密』CMソング。

## シングル収録トラック

### Type A
「初回限定盤」と「通常盤」の2種類が存在するが、収録トラックは同一である。
| #         | タイトル                                       | 作詞      | 作曲                      | 編曲            | 時間  |
| --------- | ---------------------------------------------- | --------- | ------------------------- | --------------- | ----- |
| 1.        | 「Teacher Teacher」                            | 秋元康    | 陽向佑斗、早川博隆、Belex | Belex、早川博隆 | 4:29  |
| 2.        | 「君は僕の風」(AKB48グループ センター試験選抜) | 秋元康    | 外山大輔                  | APAZZI          | 3:59  |
| 3.        | 「ロマンティック準備中」(Team A)               | 秋元康    | 丸谷マナブ                | 丸谷マナブ      | 4:42  |
| 4.        | 「Teacher Teacher（off vocal ver.）」          |           | 陽向佑斗、早川博隆、Belex | Belex、早川博隆 | 4:29  |
| 5.        | 「君は僕の風（ off vocal ver.）」              |           | 外山大輔                  | APAZZI          | 3:58  |
| 6.        | 「ロマンティック準備中（off vocal ver.）」     |           | 丸谷マナブ                | 丸谷マナブ      | 4:40  |
| 合計時間: | 合計時間:                                      | 合計時間: | 合計時間:                 | 合計時間:       | 26:19 |

| #  | タイトル                             | 作詞 | 作曲・編曲 | 監督     |
| -- | ------------------------------------ | ---- | ---------- | -------- |
| 1. | 「Teacher Teacher Music Video」      |      |            | 上原桂   |
| 2. | 「君は僕の風 Music Video」           |      |            | 瀬里義治 |
| 3. | 「ロマンティック準備中 Music Video」 |      |            | 横堀光範 |

### Type B
「初回限定盤」と「通常盤」の2種類が存在するが、収録トラックは同一である。
| #         | タイトル                                       | 作詞      | 作曲                      | 編曲            | 時間  |
| --------- | ---------------------------------------------- | --------- | ------------------------- | --------------- | ----- |
| 1.        | 「Teacher Teacher」                            | 秋元康    | 陽向佑斗、早川博隆、Belex | Belex、早川博隆 | 4:29  |
| 2.        | 「君は僕の風」(AKB48グループ センター試験選抜) | 秋元康    | 外山大輔                  | APAZZI          | 3:59  |
| 3.        | 「終電の夜」(Team K)                           | 秋元康    | CHOCOLATE MIX             | CHOCOLATE MIX   | 4:38  |
| 4.        | 「Teacher Teacher（off vocal ver.）」          |           | 陽向佑斗、早川博隆、Belex | Belex、早川博隆 | 4:29  |
| 5.        | 「君は僕の風（off vocal ver.）」               |           | 外山大輔                  | APAZZI          | 3:58  |
| 6.        | 「終電の夜（off vocal ver.）」                 |           | CHOCOLATE MIX             | CHOCOLATE MIX   | 4:36  |
| 合計時間: | 合計時間:                                      | 合計時間: | 合計時間:                 | 合計時間:       | 26:12 |

| #  | タイトル                        | 作詞 | 作曲・編曲 | 監督     |
| -- | ------------------------------- | ---- | ---------- | -------- |
| 1. | 「Teacher Teacher Music Video」 |      |            | 上原桂   |
| 2. | 「君は僕の風 Music Video」      |      |            | 瀬里義治 |
| 3. | 「終電の夜 Music Video」        |      |            | 三石直和 |

### Type C
「初回限定盤」と「通常盤」の2種類が存在するが、収録トラックは同一である。
| #         | タイトル                                       | 作詞      | 作曲                      | 編曲            | 時間  |
| --------- | ---------------------------------------------- | --------- | ------------------------- | --------------- | ----- |
| 1.        | 「Teacher Teacher」                            | 秋元康    | 陽向佑斗、早川博隆、Belex | Belex、早川博隆 | 4:29  |
| 2.        | 「君は僕の風」(AKB48グループ センター試験選抜) | 秋元康    | 外山大輔                  | APAZZI          | 3:59  |
| 3.        | 「新しいチャイム」(Team B)                     | 秋元康    | 山田智和                  | 若田部誠        | 4:26  |
| 4.        | 「Teacher Teacher（off vocal ver.）」          |           | 陽向佑斗、早川博隆、Belex | Belex、早川博隆 | 4:29  |
| 5.        | 「君は僕の風（off vocal ver.）」               |           | 外山大輔                  | APAZZI          | 3:58  |
| 6.        | 「新しいチャイム（off vocal ver.）」           |           | 山田智和                  | 若田部誠        | 4:25  |
| 合計時間: | 合計時間:                                      | 合計時間: | 合計時間:                 | 合計時間:       | 25:48 |

| #  | タイトル                        | 作詞 | 作曲・編曲 | 監督     |
| -- | ------------------------------- | ---- | ---------- | -------- |
| 1. | 「Teacher Teacher Music Video」 |      |            | 上原桂   |
| 2. | 「君は僕の風 Music Video」      |      |            | 瀬里義治 |
| 3. | 「新しいチャイム Music Video」  |      |            | 黒田賢   |

### Type D
「初回限定盤」と「通常盤」の2種類が存在するが、収録トラックは同一である。
| #         | タイトル                                       | 作詞      | 作曲                      | 編曲            | 時間  |
| --------- | ---------------------------------------------- | --------- | ------------------------- | --------------- | ----- |
| 1.        | 「Teacher Teacher」                            | 秋元康    | 陽向佑斗、早川博隆、Belex | Belex、早川博隆 | 4:29  |
| 2.        | 「君は僕の風」(AKB48グループ センター試験選抜) | 秋元康    | 外山大輔                  | APAZZI          | 3:59  |
| 3.        | 「猫アレルギー」(Team 4)                       | 秋元康    | 板垣祐介                  | 板垣祐介        | 4:50  |
| 4.        | 「Teacher Teacher（off vocal ver.）」          |           | 陽向佑斗、早川博隆、Belex | Belex、早川博隆 | 4:29  |
| 5.        | 「君は僕の風（off vocal ver.）」               |           | 外山大輔                  | APAZZI          | 3:58  |
| 6.        | 「猫アレルギー（off vocal ver.）」             |           | 板垣祐介                  | 板垣祐介        | 4:49  |
| 合計時間: | 合計時間:                                      | 合計時間: | 合計時間:                 | 合計時間:       | 26:37 |

| #  | タイトル                        | 作詞 | 作曲・編曲 | 監督     |
| -- | ------------------------------- | ---- | ---------- | -------- |
| 1. | 「Teacher Teacher Music Video」 |      |            | 上原桂   |
| 2. | 「君は僕の風 Music Video」      |      |            | 瀬里義治 |
| 3. | 「猫アレルギー Music Video」    |      |            | ZUMI     |

### 劇場盤
| #         | タイトル                                       | 作詞      | 作曲                      | 編曲            | 時間  |
| --------- | ---------------------------------------------- | --------- | ------------------------- | --------------- | ----- |
| 1.        | 「Teacher Teacher」                            | 秋元康    | 陽向佑斗、早川博隆、Belex | Belex、早川博隆 | 4:29  |
| 2.        | 「君は僕の風」(AKB48グループ センター試験選抜) | 秋元康    | 外山大輔                  | APAZZI          | 3:59  |
| 3.        | 「蜂の巣ダンス」(Team 8)                       | 秋元康    | 飯田清澄                  | 飯田清澄        | 4:08  |
| 4.        | 「Teacher Teacher（off vocal ver.）」          |           | 陽向佑斗、早川博隆、Belex | Belex、早川博隆 | 4:29  |
| 5.        | 「君は僕の風（off vocal ver.）」               |           | 外山大輔                  | APAZZI          | 3:58  |
| 6.        | 「蜂の巣ダンス（off vocal ver.）」             |           | 飯田清澄                  | 飯田清澄        | 4:07  |
| 合計時間: | 合計時間:                                      | 合計時間: | 合計時間:                 | 合計時間:       | 25:12 |

## 選抜メンバー
- 岡田奈々 [注釈 2]
- 岡部麟
- 荻野由佳 [注釈 3]
- 小栗有以
- 小畑優奈 [注釈 4]
- 柏木由紀 [注釈 5]
- 加藤玲奈
- 久保怜音
- 小嶋真子
- 込山榛香
- 指原莉乃 [注釈 6]
- 白間美瑠 [注釈 7]
- 須田亜香里 [注釈 4]
- 高橋朱里
- 瀧野由美子 [注釈 8]
- 中井りか [注釈 3]
- 福岡聖菜
- 松井珠理奈 [注釈 4]
- 松岡はな [注釈 6]
- 宮脇咲良 [注釈 6]
- 向井地美音
- 村山彩希
- 矢吹奈子 [注釈 6]
- 山内瑞葵
- 山本彩加 [注釈 7]
- 山本彩 [注釈 7]
- 横山由依
- 吉田朱里 [注釈 7]

| 4列目 | 松岡はな | 山本彩加 | 福岡聖菜   | 山内瑞葵   | 久保怜音   | 矢吹奈子   | 小畑優奈 |
| 3列目 | 村山彩希 | 中井りか | 加藤玲奈   | 岡部麟     | 吉田朱里   | 瀧野由美子 | 込山榛香 |
| 2列目 | 小嶋真子 | 高橋朱里 | 須田亜香里 | 向井地美音 | 岡田奈々   | 荻野由佳   | 白間美瑠 |
| 1列目 | 横山由依 | 山本彩   | 宮脇咲良   | 小栗有以   | 松井珠理奈 | 指原莉乃   | 柏木由紀 |